# 徐賡臣
徐赓臣（1824年—1880年），初字良卿，改字乃皋，号韵初，人称东沙先生，复州（今属辽宁普兰店市）人。清朝官员。

## 生平
咸丰三年（1853年）癸丑科进士，选翰林院庶吉士，散馆改肥乡县知县，以办理彰德盐纲有年，加四品衔，晋二品。工诗赋、楷书。